# Ghomrassen
Ghomrassen (Arabo: غمراسن) è una città della Tunisia meridionale, situata a 20 km da Tataouine e a 40 km da Médenine.
Inserito amministrativamente nel Governatorato di Tataouine, costituisce una municipalità di 11 383 abitanti. 
È anche il capoluogo della delegazione omonima che conta 18 335 abitanti (2004), che assembla oltre a Ghomrassen, i villaggi di Ksar Hadada, Elferch, Tlalet, Elhorria, Ksar Elmorabitin e Grarguer.

## Etimologia
Il suo nome deria dal termine Tifinagh ghom (che significa: tribù) e sen (che significa: capo).
Un mito narra che gli abitanti di Ghomrassen credano che il nome della città derivi da due parole: Ghom Rassi (Arabo: نغم راسي), pronunciate da uno dei sette fratelli venuti dalla città di Sakia El Hamra (Marocco meridionale) nel XV secolo, per popolare il sud-est della Tunisia che fondarono la confederazione di Werguemma (Arabo: كنفدرالية ورغمة). Questo fratello si fermò sul luogo della futura Ghomrassen e la fondò, mentre i suoi fratelli si dispersero per il sud-est del Paese e costituirono i principali gruppi di abitanti della regione: Wederni (Arabo: الودرني) e Jlidi (Arabo: الجليدي) fondarono Tataouine, Touzni (Arabo: التوزني) Médenine e Ben Gardane, Houioui (Arabo: الحويوي) Beni Khedache et Khzouli (Arabo: الخزولي) Oum Ettemr. Enfin, Tarhouni (Arabo: الترهوني) partì per la Libia e fondò la città di Tarhouna.

## Geografia fisica
La città, situata a circa 500 km a sud della capitale Tunisi è circondata da montagne, è costruita presso un'antica oasi.
La temperatura media è di 22 °C e la moyenne y est de 22 °C et la pluviometria annuale varia tra gli 88 mm e i 157 mm.
Amministrativamente, la città è divisa in più settori o imadia, in cui l'autorità è affidata a un omda.

## Storia
In prossimità di Ghomrassen esistono delle tracce del periodo preistorico della regione rappresentate da grotte con iscrizioni ruprestri risalenti al Periodo Neolitico.
Sono presenti inoltre nei dintorni della città delle tracce dell'occupazione romana come le lime tripolitanus e le fortezze di Tlalate e di Ras El Oued Gorhab. Dei fossili di dinosauri sono stati recentemente scoperti appena fuori da Ghomrassen.

## Guerre stellari
Come molte altre località della zona, Ghomrassen è stata una location per il famoso film Guerre stellari.
Ghomrassen è anche il nome dato a una delle tre lune del pianeta di Luke Skywalker in Guerre stellari.